# Borissowski rajon
Der Borissowski rajon (russisch Борисовский муниципальный район, Borissowski munizipalny rajon) ist ein Rajon der Oblast Belgorod in Russland. Er befindet sich westlich der Oblasthauptstadt Belgorod. Verwaltungszentrum des Rajons ist die Siedlung städtischen Typs Borissowka.

## Geographie

### Geographische Lage
Der Borissowski rajon liegt im westlichen Teil der Oblast Belgorod. Er grenzt im Norden an den Rakitjanski rajon, im Osten den Belgorodski rajon und den Jakowlewski rajon, im Süden an die Ukraine und im Westen an den Graiworonski rajon.  Die Fläche des Borissowski rajon beträgt 650 km². Von Osten nach Westen durchfließt den Rajon die Worskla, die ihn in zwei Teile mit unterschiedlicher Natur teilt. Nördlich der Worskla liegt ein Gebiet mit erhöhtem und gegliedertem Relief, mit vorherrschenden grauen Waldböden und großen Waldmassiven. Südlich der Worskla überwiegt flaches Relief mit vorherrschenden Schwarzerdeböden und nur wenigen Wäldern.

## Verwaltungsgliederung
Der Rajon ist in neun „munizipale Gebilde“ (муниципальное образование, munizipalnoje obrasowanije) unterteilt, davon eine Stadtgemeinde (городское поселение, gorodskoje posselenije) und acht Landgemeinden (сельское поселение, selskoje posselenije).
| Gemeinde                         | Russischer Name                          | Einwohner (14. Oktober 2010) | Administratives Zentrum | Ortschaften                                                                   |
| -------------------------------- | ---------------------------------------- | ---------------------------- | ----------------------- | ----------------------------------------------------------------------------- |
| Stadtgemeinde Borissowka         | Борисовское городское поселение          | 13.896                       | Borissowka              | Borissowka                                                                    |
| Landgemeinde Akulinowka          | Акулиновское сельское поселение          | 604                          | Akulinowka              | Akulinowka, Nikitskoje                                                        |
| Landgemeinde Belenkoje           | Белянское сельское поселение             | 2.388                        | Belenkoje               | Belenkoje, Sosuli, Dubino                                                     |
| Landgemeinde Berjosowo           | Берёзовское сельское поселение           | 1.457                        | Berjosowo               | Berjosowo, Klimowo, Krassiwo, Losowaja Rudka                                  |
| Landgemeinde Grusskoe            | Грузчанское сельское поселение           | 1.535                        | Grusskoje               | Grusskoje, Baizury, Bogun-Gorodok, Zapowka, Kasatschje-Rudtschenskoje         |
| Landgemeinde Krjukowo            | Крюковское сельское поселение            | 1.377                        | Krjukowo                | Krjukowo, Sybino, Tschulanowo                                                 |
| Landgemeinde Oktjabrskaja Gotnja | Октябрьско-Готнянское сельское поселение | 1.063                        | Oktjabrskaja Gotnja     | Oktjabrskaja Gotnja, Krasny Kutok, Wakowschtschina, Bassow, Fedosseikin       |
| Landgemeinde Striguny            | Стригуновское сельское поселение         | 2.709                        | Striguny                | Striguny, Nowoalexandrowka, Porubeschnoje, Tjoploje, Saretschnoje, Stanowoje, |
| Landgemeinde Chotmyschsk         | Хотмыжское сельское поселение            | 1.223                        | Chotmyschsk             | Chotmyschsk, Pokrowka, Nikolski, Otrub                                        |